# 柳德米拉·波斯诺娃
柳德米拉·波斯诺娃（Lyudmila Postnova，1984年8月11日—），俄羅斯女子手球運動員，亦是俄羅斯國家女子手球隊隊員。曾在2005、2007及2009年世界女子手球錦標賽為俄羅斯隊奪得冠軍。
2008年，波斯诺娃代表俄罗斯參加中國北京舉行的奥林匹克运动会女子手球比賽，最終贏得一面銀牌。